# Acton (Cheshire)
Pour les articles homonymes, voir Acton.
Acton est un village anglais situé dans le comté de Cheshire.

## Histoire
En 1897 fut organisé le premier International Cheese Awards.

## Évènements
Chaque année, l’International Cheese Awards y est organisé.

## Sources